# Vera Faddéieva
Vera Faddéieva (rus: Вера Николаевна Фаддеева)  (Tambov, 20 de setembre de 1906 - Sant Petersburg, 15 d'abril de 1983), de soltera Vera Zamiatina, rus: Вера Замятина, fou una matemàtica soviètica d'una família de matemàtics. Faddéieva va publicar alguns dels primers treballs en el camp de l'àlgebra lineal. El seu treball de 1950, Mètodes computacionals d'àlgebra lineal va ser àmpliament aclamat i va guanyar un Premi Estatal de l'URSS per això. Entre 1962 i 1975, va preparar nombrosos treballs d'investigació amb el seu marit, Dmitri Konstantínovitx Faddéiev.

## Biografia
Era la filla de Nikolai Zamiatin. Faddéieva va estudiar des de 1927 a l'Institut Pedagògic Estatal de Leningrad i el 1928 a la Universitat Estatal de Sant Petersburg sobretot amb Nikolai Günther. El 1930 va rebre el seu diploma i després va treballar durant diversos anys a l'Oficina de Pesos i Mesures de Leningrad, entre 1930-1934 a l'Institut Hidràulic i entre 1933-1934 a l'Institut Sismològic de l'Acadèmia de les Ciències i de 1935 a 1938 a l'Institut d'Enginyeria Civil de Borís Galiorkin. El 1938 va començar els seus estudis de doctorat, que es va completar el 1946 amb un doctorat (títol de candidat) a l'Institut Pedagògic de Leningrad. Durant el setge de Leningrad va ser evacuada amb la seva família a Kazan, on hi viuria amb la seva família fins que el setge hagué acabat el 1944 i van poder obtenir els permisos com a acadèmics per tornar. El 1946, havia completat la seva tesi titulada En un problema i la va presentar al Departament de Física Matemàtica de la Universitat Estatal de Leningrad. La tesi va ser acceptada i va rebre l'equivalent a un doctorat en 1946.
El 1949 va publicar dos documents: El mètode de les línies aplicat a alguns problemes de límits i En les funcions fonamentals de l'operador X{IV}. A l'any següent, va publicar un llibre amb un col·lega, Mark Konstantínovix Gavurin, el que era una sèrie de taules de la funció de Bessel i la seva obra més famosa, Mètodes computacionals d'àlgebra lineal, la qual va ser una de les primers del seu tipus al camp. El llibre descrivia l'àlgebra lineal, donava mètodes per a la solució d'equacions lineals i la inversió de matrius, i explicava la computació de les arrels quadrades i els valors propis i els vectors propis d'una matriu.
Des del 1942 havia estat treballant a l'Institut Steklov de l'Acadèmia de Ciències en el qual (en la seva branca de Leningrad) es va mantenir la resta de la seva carrera. Va formar part del grup de mètodes numèrics a la Universitat Estatal de Leningrad, fundat per Mark Konstantínovitx Gavurin (1911-1992) i Leonid Kantoròvitx i fou també directora del Laboratori de Còmputs numèrics a l'Institut Steklov. Aquesta unitat es basava en una unitat model establerta a la Universitat Estatal de Leningrad per Gavurin amb Leonid Vitàlievitx Kantòrovitx el 1948.Mètodes computacionals es va traduir a l'anglès el 1959 i va ser molt influent
Amb Solomon Mikhlin va dirigir a Leningrad un seminari per a mètodes numèrics, que va incloure participacions de matemàtics estrangers com ara James H. Wilkinson, Gene Golub, George Forsythe i Richard Varga. També va estar involucrada amb Kantòrovitx en la investigació secreta per al programa nuclear de la Unió Soviètica.
El 1960, el llibre va ser ampliat i reimprès en rus, se li va atorgar un Premi Estatal de l'URSS, i també es traduí a l'anglès, idioma en el qual es va publicar el 1963. Entre 1962 i 1974, va treballar amb el seu marit compilant un resum de l'evolució que s'havia desenvolupat en àlgebra lineal, que van ser publicat en 1975. L'últim document de Faddéieva, preparat el 1980 per a una conferència a Varsòvia, es titulava Mètodes numèrics de l'àlgebra lineal en la formulació d'ordinador i va ser publicat pòstumament el 1984.

## Vida personal
El 1930 es va casar amb el famós matemàtic Dmitri Faddéiev,amb el qual va tenir tres fills: Maria (nascuda el 6 d'octobre de 1931), química; Ludvig (10 de març de 1934 - 26 de febrer de 2017), matemàtic i físic teòric, i Michael (28 de juny de 1937 - 30 de setembre de 1992), matemàtic.

## Mort i llegat
Faddéieva morí el 15 d'abril de 1983 a Leningrad.És recordada com una important matemàtica russa, especialitzada en àlgebra lineal, que va desenvolupar la seva activitat al segle xx.

## Obres selectes
- Faddéieva, Vera Nikolàievna; Gavurin, Mark Konstantinovič; Kantorovič, Leonid Vital'evič. Tablicy funkcij Besselja In<x> celych nomerov ot O do 120 (en rus).  Leningrad: Gosudarstvennoe izdatel'stvo tehniko-teoretičeskoj literatury, 1950.
- Faddéieva, Vera Nikolàievna. Vyčisliel'nye metody linejnoj algebry (en rus).  Leningrad: Gosudarstvennoe Izdatel'stvo Tehnik-Teoretičeskoj Literatury, 1950.
- Faddéieva, Vera Nikolàievna; Terent'ev, N M. Tablitsy znacheniĭ funktsii w(z)=e(-)z 2(1+2i/[square root][pi][integral from e to z]e t 2 dt) ot kompleksnogo argumenta (en rus).  Leningrad: Gosudarstvennoe Izdatel'stvo Tehnik-Teoretičeskoj Literatury, 1954.
- Faddéieva, Vera Nikolàievna. Méthodes numériques d'algèbre linéaire (en francès).  Varsòvia: Panstwowe wydawnictwo naukowe, 1955.
- Faddéieva, Vera Nikolàievna; Benster, Curtis D. Computational methods of linear algebra.  Mineola, Nova York: Dover Publications, 1959.
- Faddéieva, Vera Nikolàievna; Terentʹev, N M. Fok, Vladímir Aleksàndrovitx. Tables of values of the function w(z)=e-z2(a+2i/[pi]oSzet2 dt) for complex argument.  Oxford, Anglaterra: Pergamon Press, 1961. Traducció a l'anglès de David George Fry
- Faddéieva, Vera Nikolàievna. Čislennye Metody i Neravenstva v Funkcional'nych Prostranstvach: sbornik rabot (en rus).  Moscou: Izd. Nauka, 1965.
- Faddéieva, V. N.. Numerical Methods and Inequalities in Function Spaces.  Providence, Rhode Island: American Mathematical Society, 1968.
- Faddéieva, V. N.. Automatic Programming, Numerical Methods and Functional Analysis.  Providence, Rhode Island: American Mathematical Society, 1970. ISBN 978-0-8218-1896-1.
- Faddéieva, Vera Nikolàievna; Matematicheskiĭ institut im. V.A. Steklova. Automatic programming and numerical methods of analysis.  Nova York: Consultants Bureau, 1972.
- Faddéieva, Vera Nikolàievna; Voevodin, Valentin Vasil'evič. Vyčislitel'nye metody linejnoj algebry: bibliogr. ukazatel' 1828–1974 gg (en rus).  Novossibirsk, Rússia: Novossibirsk, 1976.